# Brunssum
Brunssum je obec a správní obvod na jihovýchodě nizozemského Limburgu. Správní obvod má 29 463 obyvatel (1. leden 2010, zdroj: CBS, nizozemský Centrální úřad pro statistiku) a má rozlohu 17,29 km².
Brunssum je součástí několika sdružených správních obvodů (Heerlen, Kerkrade, Landgraaf, Brunssum, Voerendaal, Simpelveld a Onderbanken), takzvaný Parkstad Limburg, a nachází se na východní důlní oblasti zvané Oostelijke Mijnstreek.

## Historie
V první polovině dvacátého století byl Brunssum důležitým střediskem pro těžbu kamene a hnědého uhlí.
Na území bývalého státního dolu Hendrik má dnes sídlo společné velitelství NATO, dříve Allied Forces Northern Europe (AFNORTH), od roku 2004 přejmenované na Allied Joint Force Command Headquarters Brunssum (JFCBS).
Takzvaný Vijverpark (park s jezery) v centru je založen na místě bývalé povrchové těžby hnědého uhlí. Tato těžební jáma byla výnosná pouze krátkou dobu a již ve 20. letech zde vznikl velký kráter. Po několika letech na tomto místě byl založen park s jezery. Velké jezero v parku je bývalá těžební jáma.

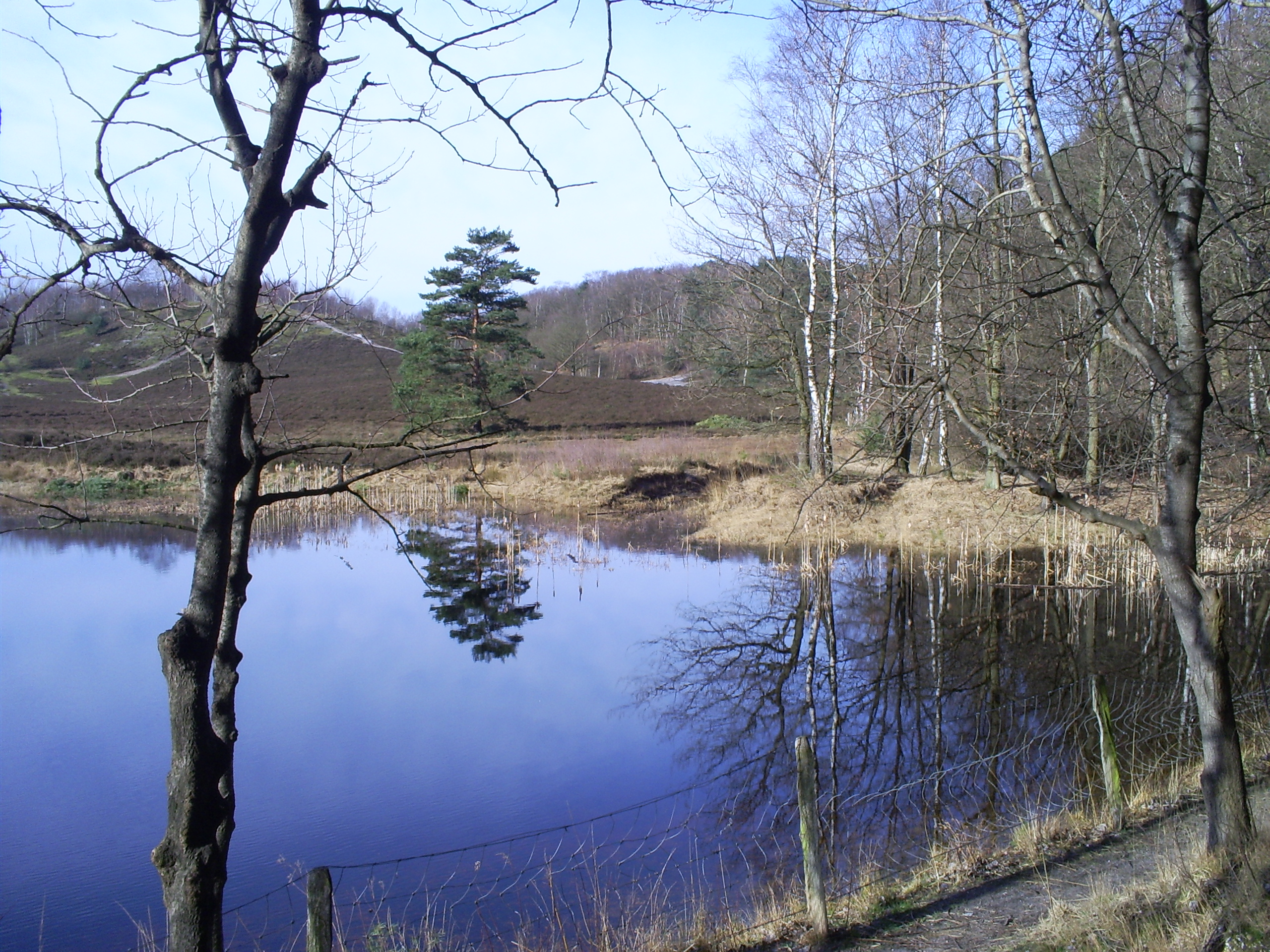
Brunssumská vřesoviště

### Příroda
Brunssum hraničí u Brunssumských vřesovišť, kopcovité krajiny, kterou protéká potok Roode Beek . Tato oblast patří do přírodních památek.

### Pamětihodnosti
- V ulici 'Dorpstraat' stojí několik starých statků, které připomínají zemědělskou minulost obvodu.
- V ulici Grachtstraat stojí starý penzion z roku 1781.
- Moderní kostel 'Sint-Gregoriuskerk', čtvrtý farní kostel v této obci, byl postaven roku 1963 podle návrhu Gottfrieda Böhma, který vyhrál v roce 1986 Pritzkerovu cenu.
- V ulici 'Kloosterstraat' stojí budova tehdejšího Zeleného Kříže z roku 1934, která je stavěna ve stylu moderní architektury. Budova je dobře zachovalý příklad tohoto architektonického proudu a má status státního monumentu. V současné době je v budově sídlo advokátních služeb.
- Na severovýchodní části správního obvodu stál dříve zámek 'Genhoes', ze kterého zbývá pouze (nedávno renovované) křídlo.
- V ulici 'Bouwbergstraat' stojí dochovaná stylová budova z roku 1870.
- Na náměstí 'Lindeplein', před nově postaveným brunssumským radničním domem stojí rakouský hraniční sloup z osmnáctého století, (Sloup však již nestojí přesně na původním místě) Stejné hraniční sloupy jsou také na území správního obvodu Landgraaf, a v místech Moelingen, Wezet (Visé) en Lieze (Lixhe) v Belgii. Sloupy označovaly hranici mezi republikou a rakouským Nizozemskem, které patřilo k habsburské monarchii, a ke kterému Brunssum patřil.

Po druhé světové válce se v Brunssum usadilo mnoho polských občanů, kteří se nemohli vrátit do Polska, a kteří našli zaměstnání ve zdejších dolech.

## Kulturní a sportovní akce

### Folklorní přehlídka
Jednou za čtyři roky se organizuje v Brunssum takzvaná Folklorní Přehlídka. Této přehlídky se zúčastňují mezinárodní, národní a regionální folklorní skupiny. Několik dní je Brunssum zcela ve znamení různých představení, seminářů a her, které vrcholí průvodem. První přehlídka se konala v roce 1953.

### Pouť
Dvakrát do roka, vždy na jaře a na podzim je v Brunssum pouť.

### Parelloop
Každý rok zjara jsou v Brunssum pořádány závody v běhu, tzv. Parelloop, kterého se zúčastňují stovky sportovců z různých zemí.

## Ostatní obce
- Rumpen
- Treebeek
- De Kling nebo Onder-Merkelbeek

## V Brunssum se narodili
- Toni, Marianne a Betty Kowalczyk ze skupiny Pussycat
- Heinz Friesen (1934), dirigent
- Patrick Dybiona (1963), plavec
- Kevin Hofland (1979), fotbalista
- Kevin Hellenbrand (1985), zpěvák skupiny Ch!pz
- Bob Altena (1986), atlet